# Pogonias cromis
La corvina negra  (Pogonias cromis) es una especie  de pez de agua salada,  similar a su pariente, la corvina roja (Sciaenops ocellatus).  Es una de las 2 especies del género Pogonias.

## características
Aunque muchos especímenes se encuentran en el rango de 2-14 kg, la corvina negra es bien conocida por ser la más grande de la familia de las corvinas, con algunos ejemplares superando los 50 kg y una longitud de 170 cm. Son frecuentemente negros y/o grisáceos, con las formas juveniles con rayas negras sobre el cuerpo gris. Lleva barba.
Su dentadura es redondeada y tienen fuertes mandíbulas capaces de triturar ostras y otras conchas.

## distribución geográfica
Su distribución comprende el noroeste Océano Atlántico: Nueva Escocia a Florida, Golfo de México, Caribe. En Sudamérica la reemplaza una especie afín: Pogonias courbina.